# Lauryn Hill
Lauryn Noelle Hill, ps. L-Boogie (ur. 26 maja 1975 w South Orange, New Jersey) – amerykańska piosenkarka, raperka, autorka tekstów, producentka muzyczna oraz aktorka. 
Jej kariera rozpoczęła się od nastoletniego aktorstwa w serialu As the World Turns (1991). W 1993 współzałożyła zespół Fugees, którego drugi album studyjny pt. The Score osiągnął sukces komercyjny i przyniósł członkom grupy rozpoznawalność. W 1997 rozpoczęła solową karierę i zajęła się produkcją dla różnych artystów, m.in. dla Arethy Franklin i Whitney Houston. W 1998 wydała pierwszy solowy album studyjny pt. The Miseducation of Lauryn Hill, który zajął szczyt listy Billboard 200, otrzymał pięć statuetek Grammy (w tym za album roku) i pozostaje jednym z najlepiej sprzedających się albumów oraz został uznany za jeden z najlepszych wszech czasów. Za wyprodukowanie albumu studyjnego zespołu Santana pt. Supernatural (1999) uzyskała drugą w karierze nagrodę Grammy w kategorii album roku. W 2002 wydała album koncertowy pt. MTV Unplugged No. 2.0, będący nagraniem jej koncertu z 2001 w MTV Studios w Nowym Jorku. Album jest jej ostatnim krążkiem w dotychczasowej karierze.

## Życiorys

### Rodzina, edukacja i początek kariery
Lauryn Noelle Hill urodziła się 26 maja 1975 w East Orange w stanie New Jersey, jako drugie dziecko Valerie i Mala Hillów. Muzyka już w dzieciństwie była ważnym aspektem życia Hill. Jej matka grała na pianinie, a ojciec śpiewał w klubach oraz na weselach. Hill dorastała, słuchając twórczości artystów, takich jak: Curtis Mayfield, Stevie Wonder, Aretha Franklin, Bob Marley, Gladys Knight i Marvin Gaye. 
Uczęszczała do Columbia High School, gdzie chodziła do klasy z aktorem Zachem Brafftem. W czasie edukacji uczyła się gry na skrzypcach, chodziła na lekcje tańca i założyła szkolny chór gospel. Dodatkowo brała udział także w lekcjach aktorstwa, a w 1991 wystąpiła w off-broadwayowskim hip-hopowym spektaklu Twelfth Night, gdzie została zauważona przez agenta gwiazd. W 1993 rozpoczęła studia na Uniwersytecie Columbia, jednak nie ukończyła ich ze względu na rozwój kariery muzycznej.
W czasie edukacji w liceum zaangażowała się w powstający zespół muzyczny, którego założycielem był Pras Michel. Członkowie zespołu, początkowo o nazwie Translator Crew, występowali w konkursach talentów i miejskich klubach hiphopowych. W 1991 Hill zaliczyła debiut telewizyjny występem operze mydlanej As the World Turns, a następnie zagrała w filmie Zakonnica w przebraniu 2: Powrót do habitu (1993), wcielając się w trzecioplanową rolę Rity Louise Watson, uczennicy zakonnic. 

### 1994–1996: The Fugees
W 1993 razem z Prasem Michelem i Wyclef Jeanem, z którym współtworzyła zespół Translator Crew, podpisała kontrakt z Ruffhouse Records i zmieniła nazwę swojej grupy na The Fugees. Zespół, którego Hill była główną wokalistką, tworzył muzykę z gatunków reggae, rock, soul i R&B. Ich debiutancki album pt. Blunted on Reality został wydany 1 lutego 1994 i zajął 62. miejsce na liście Billboard Top R&B/Hip-Hop Albums. W lutym 1996 premierę miał drugi album studyjnego grupy, The Score, który odniósł komercyjny sukces, plasując się zarówno na pierwszym miejscu zestawienia Billboard 200 jak i Top R&B/Hip-Hop Albums. Podczas 39. ceremonii wręczenia nagród Grammy zespół otrzymał nominację do nagrody za album roku oraz statuetki za najlepszy album hip-hopowy i najlepszy występ R&B w duecie lub w zespole (za utwór „Killing Me Softly [With His Song]”). Zespół zawiesił działalność w celu rozwinięcia kariery solowej członków grupy. 

### 1997–2000:The Miseducation of Lauryn Hill
W 1997 Hill rozpoczęła pracę nad swoim pierwszym albumem solowym, jednocześnie zajęła się produkcją i pisaniem utworów dla innych artystów m.in. Arethy Franklin (singiel „A Rose Is Still a Rose”) oraz Whitney Houston (piosenka „I Was Made to Love Him” z albumu My Love Is Your Love). 10 sierpnia 1998 wydała utwór „Doo Wop (That Thing)” jako pierwszy singiel promocyjny jej nadchodzący krążek. 25 sierpnia 1998 nakładem Columbia Records i Ruffhouse Records wydała swój pierwszy i jedyny (stan na rok 2024) album studyjny w solowej karierze pt. The Miseducation of Lauryn Hill, który osiągnął sukces komercyjny, zajmując pierwsze miejsce na liście Billboard 200 i utrzymując się na tej pozycji przez cztery tygodnie. Pochodzący z płyty singiel „Doo Wop (That Thing)” osiągnął szczyt listy Billboard Hot 100. Album został uznany za 13. najlepiej sprzedający się album w USA w 1998 oraz jest jednym z najlepiej sprzedających się krążków w historii muzyki z liczbą sprzedaży 20 milionów kopii.  
Hill za debiutancki solowy album otrzymała pozytywne recenzje krytyków. The Miseducation... w ocenie gazety „Los Angeles Times” był najlepiej ocenianym albumem roku 1998, został także uznany za jeden z najlepszych albumów wszech czasów m.in. przez: miesięcznik „Rolling Stone” (10. miejsce według listy 500 albumów wszech czasów z 2020), Rock and Roll Hall of Fame (55. miejsce), serwis Apple Music (1. miejsce w zestawieniu 100 najlepszych albumów według Apple Music) oraz portal Consequence of Sound (11. miejsce). W 1998 Hill otrzymała dziesięć nominacji do nagrody Grammy, co stanowi rekord największej liczby nominacji dla kobiety (w 2010 taką samą liczbę nominacji otrzymała Beyoncé). Podczas 41. ceremonii wręczenia nagród zdobyła pięć statuetek: dla najlepszego nowego artysty, za album roku i najlepszy album R&B (oba za The Miseducation of Lauryn Hil) oraz za najlepszy wokalny występ kobiecy R&B i najlepszą piosenkę R&B (oba za „Doo Wop (That Thing)”). Jej debiutancka płyta stała się pierwszym albumem hip-hopowym, który otrzymał nagrodę Grammy za album roku. Ponadto w trakcie ceremonii zaśpiewała utwór „To Zion” w duecie z Carlosem Santaną. 
W 1998 wykonała utwór „Doo Wop (That Thing)” w programie Saturday Night Live oraz w trakcie ceremonii Billboard Music Awards. 21 stycznia 1999 rozpoczęła trasę koncertową pt. The Miseducation Tour, która odbywała się w Europie, Ameryce Południowej i Japonii. 15 czerwca 1999 premierę miał album grupy Santana pt. Supernatural, którego jednym z producentów była Hill. Również w 1999 zaśpiewała gościnnie w utworze piosenkarki Mary J. Blige „All That I Can Say”, którego jest także autorką i producentką. Podczas 42. ceremonii wręczenia nagród Grammy zdobyła statuetkę za album roku (jako producent albumu Supernatural) i była nominowana do nagrody za najlepszą piosenkę R&B (za napisane utworu „All That I Can Say”) i najlepszy teledysk (za wideoklip do „Everything Is Everything”). W październiku 1999 wydała utwór „Turn Your Lights Down Low”, który nagrała z Bobem Marleyem. Oboje za piosenkę otrzymali nominację do nagrody Grammy za najlepszą popową współpracę wokalną.    

### 2001–2009:MTV Unplugged No. 2.0i The Fugees

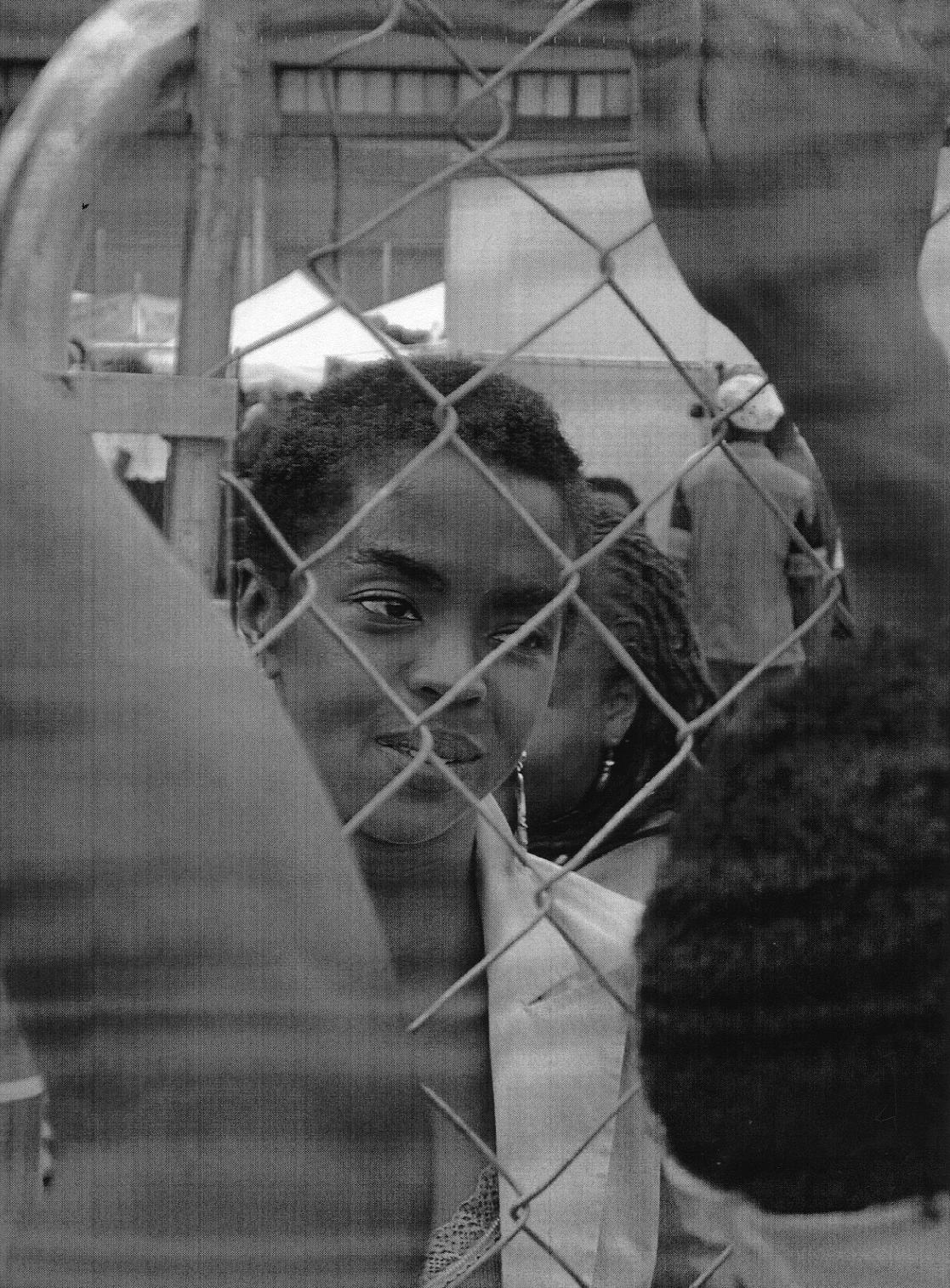
Hill (2005)

7 maja 2002 wydała album koncertowy pt. MTV Unplugged No. 2.0, będący nagraniem jej koncertu w MTV Studios w Nowym Jorku w 2001. Wydawnictwo zawierało 13 utworów, które nigdy nie zostały wydane w wersji studyjnej. Płyta zajęła trzecie miejsce na liście Billboard 200. Mimo początkowo mieszanych recenzji krążek zdobył powszechne uznanie krytyków i jest określany za jeden z najlepszych występów z cyklu MTV Unplugged. Znajdująca się na albumie piosenka „Mystery of Iniquity” została nominowana do nagrody Grammy za najlepszy kobiecy solowy występ rapowy i została wykorzystana przez Kanye Westa jako sampel w utworze „All Falls Down” (Hill została uwzględniona jako autor tekstu).
W 2003 nagrała piosenkę „The Passion” do albumu z piosenkami zainspirowanymi filmem Pasja (2004). W 2004 wystąpiła wspólnie z resztą zespołu The Fugees w trakcie Dave Chappelle’s Block Party, z grupą otworzyła również ceremonię rozdania nagród BET. Od 30 listopada do 20 grudnia odbyła z zespołem trasę koncertową na terenie Europy. 9 lipca 2005 zagrała solowy koncert w trakcie festiwalu Opener w Gdyni. W tym samym roku gościnnie wystąpiła w remixie utworu Johna Legenda „So High” z jego debiutanckiego albumu pt. Get Lifted. Za piosenkę oboje byli nominowani do nagrody Grammy za najlepszą współpracę wokalną R&B.
W czerwcu 2007 wydała piosenkę „Lose Myself”, którą nagrała na ścieżkę dźwiękową do filmu Na fali (2007). W połowie lipca 2009 rozpoczęła 10-dniową trasę koncertową po europejskich letnich festiwalach, jednak podczas drugiego z serii koncertów zemdlała na scenie, co spowodowało odwołanie reszty koncertów.  

### Od 2010: Sporadyczne występy

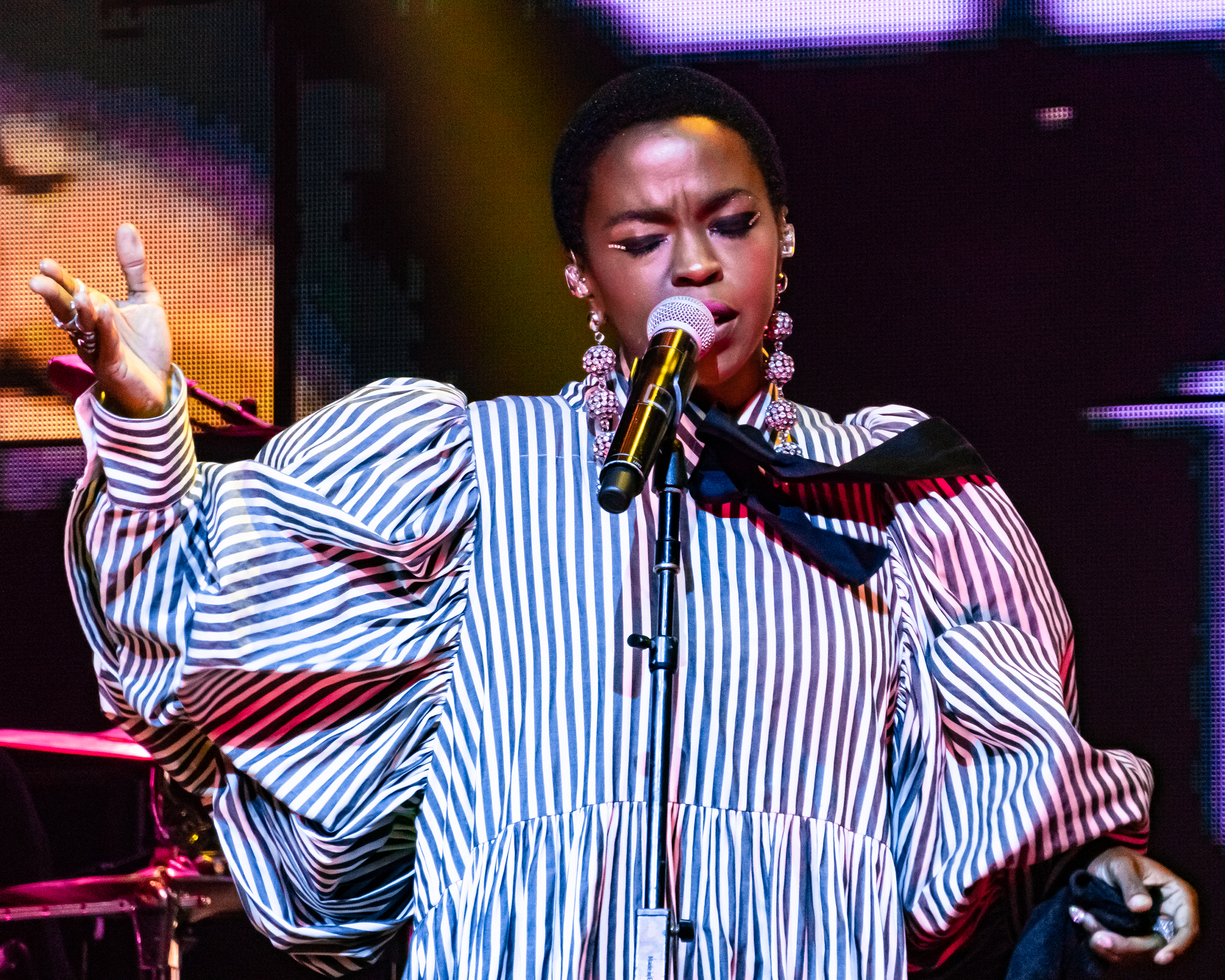
Hill w czasie koncertu (2019)

W styczniu 2010 wystąpiła na festiwalu Raggamuffin Music Festival w Nowej Zelandii, a w lipcu – na Harmony Festival w Santa Rosa. 29 lipca tego samego roku wydała utwór „Repercussions”, który zajął 83. miejsce na liście Billboard Hot R&B/Hip-Hop Songs i był pierwszym dziełem Hill, które zostało uwzględnione na jakiejkolwiek liście przebojów magazynu od 1999. Dołączyła do serii festiwali hiphopowych Rock the Bells i po raz pierwszy wykonała w całości materiał z albumu pt. The Miseducation of Lauryn Hill. W 2011 rozpoczęła trasę koncertową Moving Target: Extended Intimate Playdate Series. W tym samym roku wystąpiła na Coachella Valley Music and Arts Festival. W lutym 2012 wyruszyła w trasę koncertową z raperem Nas. 4 maja 2013 wydała utwór „Neurotic Society (Compulsory Mix)”. W 2014 premierę miał dokument o dekolonizacji Afryki Concerning Violence, którego Hill była jego angielskim narratorem. Wyprodukowała album kompilacyjny pt. Nina Revisited: A Tribute to Nina Simone nagrany w hołdzie Ninie Simone, na którym znalazło się także sześć utworów w wykonaniu Hill. W 2019 artystka wydała piosenkę „Guarding the Gates”, którą nagrała na ścieżkę dźwiękową do filmu Queen & Slim.
W 2021 zespół The Fugees poinformowali o rozpoczęciu ponownej współpracy i wyruszeniu w trasę koncertową, która jednak została odwołana w związku z pandemią COVID-19. W 2024 Hill wystąpiła z synem, YG Marleyem, na festiwalu Coachella. Następnie wspólnie wystąpili w programie The Tonight Show. W tym samym roku wspólnie z resztą zespołu The Fugees poinformowała, że wyruszą w trasę koncertową po Stanach Zjednoczonych i Europie.   

## Osiągnięcia

### Uznanie

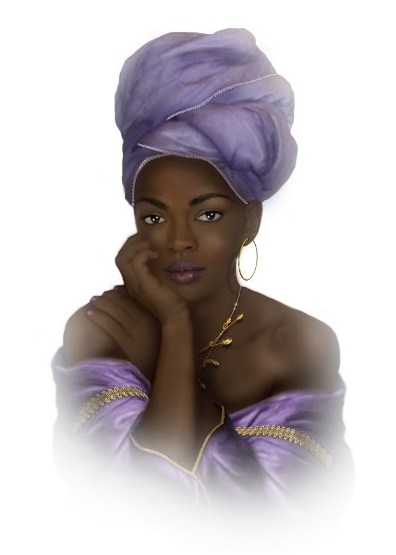
Rysunek przedstawiający Lauryn Hill

Zdobyła powszechne uznanie w branży muzycznej. Została uwzględniona na liście najlepszych wykonawców hip-hopu według Billboard, zajmując siódme miejsce na liście. W 1998 została uznana przez tygodnik Time za „królową hip-hopu”, a The New York Times w następnym roku opisał ją jako „najpopularniejszą kobietę hip-hopu”. Tytuł „królowej hip-hopu” przyznała jej również organizacja Academy of Achievement. W 2021 Pitchfork umieścił ją na liście 200 najważniejszych artystów od 1996. Hill znalazła się także na 63. miejscu listy 100 najlepszych wokalistów wszech czasów według Consequence of Sound oraz na 136. miejscu listy 200 najlepszych wokalistów wszech czasów magazynu Rolling Stone. W 2019 została uznana za najlepszą wokalistkę/raperkę według portalu Ranker. Hill znalazła się na liście najbardziej stylowych raperów wszech czasów według Complex. 

### Wpływ
W 2014 portal AllHipHop określił Hill jako „najbardziej wpływową kobietę hip-hopu w historii”. Wielu artystów wymienia Lauryn Hill i jej album jako inspirację, w tym: Adele, Amy Winehouse, Beyoncé, Dua Lipa, Christina Aguilera, H.E.R., John Legend, Rosalía, P!nk, The Weeknd, Kelly Clarkson, SZA, Babyface, Frank Ocean, Kanye West, Jay-Z, Missy Elliott, Nicki Minaj, Nas, Lil' Kim oraz Lizzo. Piosenkarka była również inspiracją dla twórców musicalu Hamilton, w którym znalazły się nawiązania do jej singlów „Lost Ones” oraz „Ready or Not”.   
Za sprawą swojego stylu śpiewania jest uznawana za artystkę, która spopularyzowała technikę łączenia rapu i melodyjnego śpiewu, nazywaną również rapem melodyjnym. W 1999 roku Billboard stwierdził, że sukces Hill zaowocował wzrostem popularności raperek w przemyśle muzycznym, zjawisko zostało opisane jako „Efekt Lauryn Hill”. W 2015 Vogue wspomniał ją jako jedną z artystek hiphopowych lat 90., których styl uznali za wpływowy na modę 2010 roku.   

### Nagrody i nominacje
| Nagroda                | Rok  | Nominacja                           | Kategoria                                                        | Rezultat    | Przypis |
| ---------------------- | ---- | ----------------------------------- | ---------------------------------------------------------------- | ----------- | ------- |
| American Music Awards  | 1997 | The Fugees                          | Ulubiony Soul/R&B Zespół/Duet/Grupa                              | Nominacja   | [ 113 ] |
| American Music Awards  | 1997 | The Fugees                          | Ulubiony popowy/rockowy zespół/duet/grupa                        | Nominacja   | [ 113 ] |
| American Music Awards  | 1999 | Lauryn Hill                         | Ulubiony nowy artysta — soul/R&B                                 | Wygrana     | [ 114 ] |
| American Music Awards  | 2000 | Lauryn Hill                         | Ulubiona artystka — soul/R&B                                     | Wygrana     | [ 115 ] |
| American Music Awards  | 2000 | The Miseducation of Lauryn Hil      | Ulubiony album — soul/R&B                                        | Wygrana     | [ 115 ] |
| Billboard Music Awards | 1996 | The Score                           | Album roku R&B                                                   | Wygrana     | [ 116 ] |
| Billboard Music Awards | 1998 | The Miseducation of Lauryn Hill     | Album roku R&B                                                   | Wygrana     | [ 116 ] |
| Billboard Music Awards | 1998 | Lauryn Hill                         | Artysta roku R&B/hip-hop                                         | Nominacja   | [ 116 ] |
| Billboard Music Awards | 1999 | The Miseducation of Lauryn Hil      | Topowy album R&B                                                 | Nominacja   | [ 117 ] |
| Billboard Music Awards | 1999 | Lauryn Hill                         | Artysta roku R&B/hip-hop                                         | Nominacja   | [ 117 ] |
| Billboard Music Awards | 1999 | Lauryn Hill                         | Topowy artysta R&B roku                                          | Nominacja   | [ 117 ] |
| Billboard Music Awards | 1999 | Lauryn Hill                         | Artystka roku                                                    | Nominacja   | [ 117 ] |
| Brit Awards            | 1997 | The Fugees                          | Najlepsza międzynarodowa grupa                                   | Wygrana     | [ 118 ] |
| Brit Awards            | 1999 | Lauryn Hill                         | Najlepsza międzynarodowa artystka solowa                         | Nominacja   | [ 119 ] |
| Fryderyki              | 1997 | The Score                           | Najlepszy album międzynarodowy                                   | Nominacja   | [ 120 ] |
| Grammy Awards          | 1997 | The Score                           | Album roku                                                       | Nominacja   | [ 39 ]  |
| Grammy Awards          | 1997 | The Score                           | Najlepszy album rapowy                                           | Wygrana     | [ 39 ]  |
| Grammy Awards          | 1997 | „Killing Me Softly (With His Song)” | Najlepszy występ R&B w duecie lub grupie                         | Wygrana     | [ 39 ]  |
| Grammy Awards          | 1999 | The Miseducation of Lauryn Hil      | Album roku                                                       | Wygrana     | [ 39 ]  |
| Grammy Awards          | 1999 | The Miseducation of Lauryn Hil      | Najlepszy album R&B                                              | Wygrana     | [ 39 ]  |
| Grammy Awards          | 1999 | „Doo Wop (That Thing)”              | Najlepszy występ R&B                                             | Wygrana     | [ 39 ]  |
| Grammy Awards          | 1999 | „Doo Wop (That Thing)”              | Najlepsza piosenka R&B                                           | Wygrana     | [ 39 ]  |
| Grammy Awards          | 1999 | „Nothing Even Matters”              | Najlepszy występ R&B w duecie lub grupie (wraz z D’Angelo)       | Nominacja   | [ 39 ]  |
| Grammy Awards          | 1999 | „Can't Take My Eyes Off of You”     | Najlepszy popowy solowy występ wokalny                           | Nominacja   | [ 39 ]  |
| Grammy Awards          | 1999 | „Lost Ones”                         | Najlepszy solowy występ rapowy                                   | Nominacja   | [ 39 ]  |
| Grammy Awards          | 1999 | „A Rose Is Still a Rose”            | Najlepsza piosenka R&B                                           | Nominacja   | [ 39 ]  |
| Grammy Awards          | 1999 | Lauryn Hill                         | Najlepszy nowy artysta                                           | Wygrana     | [ 39 ]  |
| Grammy Awards          | 1999 | Lauryn Hill                         | Producent roku                                                   | Nominacja   | [ 39 ]  |
| Grammy Awards          | 2000 | Supernatural (album grupy Santana)  | Album roku (jako producentka)                                    | Wygrana     | [ 39 ]  |
| Grammy Awards          | 2000 | „All That I Can Say”                | Najlepsza piosenka R&B                                           | Nominacja   | [ 39 ]  |
| Grammy Awards          | 2000 | „Everything Is Everything”          | Najlepszy teledysk                                               | Nominacja   | [ 39 ]  |
| Grammy Awards          | 2001 | „Turn Your Lights Down Low”         | Najlepsza popowa współpraca wokalna (z Bob Marley & The Wailers) | Nominacja   | [ 39 ]  |
| Grammy Awards          | 2003 | „Mystery of Iniquity”               | Najlepszy solowy występ rapowy                                   | Nominacja   | [ 39 ]  |
| Grammy Awards          | 2006 | „So High”                           | Najlepszy występ R&B w duecie lub grupie (z Johnem Legendem)     | Nominacja   | [ 39 ]  |
| Grammy Awards          | 2024 | The Miseducation of Lauryn Hil      | Grammy Hall of Fame                                              | Uhonorowana | [ 121 ] |

## Życie prywatne
Jej mężem był Rohan Marley, były zawodnik futbolu amerykańskiego i syn Boba Marleya. Ma sześcioro dzieci, w tym syna Ziona Davida (ur. 1997), córkę Selah Louise (ur. 1998), syna Joshuę (ur. 2001) i Johna (ur. 2003), a także córkę Sarah (ur. 2008) i syna (ur. 2011).

## Filmografia
| Tytuł                                         | Rok  | Rola                  | Uwagi                                               | Źródło  |
| --------------------------------------------- | ---- | --------------------- | --------------------------------------------------- | ------- |
| As the World Turns                            | 1991 | jako Kira Johnson     | serial telewizyjny, twórca: Irna Phillips           | [ 123 ] |
| Here and Now                                  | 1992 | b.d.                  | serial telewizyjny, reżyseria: Peter D. Beyt        | [ 124 ] |
| Zakonnica w przebraniu 2: Powrót do habitu    | 1993 | jako Rita Watson      | film fabularny, reżyseria: Bill Duke                | [ 125 ] |
| Król wzgórza                                  | 1993 | jako operatorka windy | film fabularny, reżyseria: Steven Soderbergh        | [ 126 ] |
| ABC Afterschool Specials: Daddy’s Girl        | 1996 | jako Malika           | serial telewizyjny, reżyseria: Dianah Wynter        | [ 127 ] |
| Hav Plenty                                    | 1997 | jako Debra            | film fabularny, reżyseria: Christopher Scott Cherot | [ 128 ] |
| Restaurant                                    | 1998 | jako Leslie           | film fabularny, reżyseria: Eric Bross               | [ 129 ] |
| Stretch and Bobbito: Radio That Changed Lives | 2015 | jako ona sama         | film dokumentalny, reżyseria: Bobbito Garcia        | [ 130 ] |